# Нове (Лодзинське воєводство)
Нове (пол. Nowe) — село в Польщі, у гміні Кросневиці Кутновського повіту Лодзинського воєводства.
Населення — 220 осіб (2011).
У 1975-1998 роках село належало до Плоцького воєводства.

## Демографія
Демографічна структура станом на 31 березня 2011 року:
|          | Загалом | Допрацездатний вік | Працездатний вік | Постпрацездатний вік |
| -------- | ------- | ------------------ | ---------------- | -------------------- |
| Чоловіки | 115     | 24                 | 80               | 11                   |
| Жінки    | 105     | 21                 | 63               | 21                   |
| Разом    | 220     | 45                 | 143              | 32                   |